# Karl Martin Holzhäuser
Karl Martin Holzhäuser (* 18. Februar 1944 in Gardelegen) ist ein deutscher Fotograf und Hochschullehrer.
Er machte 1962 bis 1965 eine fotografische Lehre im Museum Dahlem in Berlin. 1965/66 studierte er an den Werkkunstschulen Darmstadt und Saarbrücken bei Oskar Holweck, danach studierte er bis 1969 an der Universität der Künste in Berlin bei Kilian Breier. 1970 begann er an der Fachhochschule Bielefeld zu unterrichten, wo er 1975 zum Professor für Fotografie berufen wurde. Er wird von Kunstkritikern zusammen mit seinem langjährigen Mentor Gottfried Jäger als einer der bedeutendsten Vertreter der generativen bzw. konkreten Fotografie erachtet.